# Ulugurella longimana
Ulugurella longimana là một loài nhện trong họ Linyphiidae.
Loài này thuộc chi Ulugurella. Ulugurella longimana được miêu tả năm 1986 bởi Rudy Jocqué & Scharff.